# Move or Die
Move or Die est un jeu multijoueur d’action et réflexion développé par le studio indépendant roumain Those Awesome Guys. Move or Die est sorti sur Microsoft Windows le 21 janvier 2016 et est sorti sur Playstation 4 le 5 mars 2019.

## Système de jeu
Move or Die est un jeu compétitif à quatre joueurs dans lequel chaque joueur contrôle un personnage colorée dont la santé diminue rapidement si elles cessent de bouger pendant un moment, et se régénère si elles reprennent le mouvement. Différentes règles ou modificateurs sont ajoutés à chaque tour, avec des états de défaillance supplémentaires variant entre les modes. Le défi consiste à obliger les joueurs à continuer de bouger pour gagner, tout en évitant des dangers. Les joueurs peuvent également essayer de se pousser les uns les autres,,.

## Accueil
Sur l’agrégateur de revue Metacritic, Move or Die a reçu des commentaires "généralement favorables". Hardcore Gamer a mis 4.5 sur 5 étoiles, louant sa simplicité et le gameplay multijoueur, l’appelant "tout à fait probablement que ce soit l’un des meilleurs jeux de party Games sur Steam".